# Bob Gasio
Bob Gasio (ur. 8 lutego 1966) – samoański pięściarz, olimpijczyk.
Zawodnik zdobył srebrny medal na Igrzyskach Wspólnoty Narodów w 1994 w wadze lekkośredniej. W roku 1996 reprezentował swój kraj na igrzyskach w Atlancie, zajął 17. miejsce w średniej kategorii wagowej.